# Holcomycteronus
Holcomycteronus é um género de peixes das águas profundas, que inclui a espécie Holcomycteronus profundissimus, durante muito tempo considerada a espécie de peixe com habitat a maior profundidade.

## Espécies
Na sua presente circunscrição taxonómica o género Holcomycteronus agrupa 6 espécies consideradas válidas, muitas das quais anteriormente consideradas como integrantes dos géneros Neobythites e Grimaldichthys. Sãso as seguintes as espécies:
- Holcomycteronus aequatoris (H. M. Smith & Radcliffe, 1913)
- Holcomycteronus brucei (Dollo, 1906)
- Holcomycteronus digittatus Garman, 1899
- Holcomycteronus profundissimus (Roule, 1913)
- Holcomycteronus pterotus (Alcock, 1890)
- Holcomycteronus squamosus (Roule, 1916)